# Primera base

Posición del primera base.

Primera base (abreviada 1B), en béisbol, puede referirse a la ubicación de la primera base (llamada en ocasiones inicial) o al jugador de dicha posición (llamado en ocasiones inicialista). A esta posición se le asigna el número 3.

## La primera base
Primera base es la primera de tres bases en el campo de juego, las cuales un corredor debe tocar en sucesión para lograr la anotación de una carrera. Un bateador puede alcanzar primera base de las siguientes maneras:
- Por un hit, es decir golpear la pelota de modo que esta entre en el campo de juego y la defensa no logre hacer un out (no debe hacerse out al bateador que golpeó la bola, ni a cualquier corredor que esté en base), y al mismo tiempo tampoco cometa un error defensivo. Una vez que el bateador llega a primera base de esta manera, tiene un hit y no puede ser puesto out si no hasta que salga de la base.
- Recibiendo una base por bolas, cuando el lanzador realiza cuatro lanzamientos al plato que no resultan en strikes.
- Siendo golpeado por la pelota enviada por el lanzador (base por golpe).
- Cuando la defensa comete un error que permite al corredor llegar a la base.
- Si hay interferencia del cácher en el swing del bateador, el bateador recibe la primera base automáticamente.
- Llegando a primera base mientras la defensa hace out a otro corredor más adelantado (jugada de selección).
- Si no hay corredor en primera base, un bateador puede correr a esta si el tercer strike en su cuenta no es atrapado por el receptor. El receptor tiene la oportunidad de hacer el out si toca al bateador con la pelota o tira a primera base antes de que el bateador la alcance. Primera puede estar ocupada si hay dos outs en el inning.
- Por medio de interferencia de corredor. Si la pelota bateada golpea a otro corredor, ese corredor es puesto out y el bateador que golpeó la pelota va a primera (las reglas marcan esta jugada como un hit). También puede ocurrir si el corredor choca con el infielder que tiene la pelota y le impide realizar la jugada (en algunos casos el corredor también puede ser puesto out, pero en la mayoría de los casos solamente el corredor es puesto out por interferencia)
- Otra manera de llegar a la primera base es siendo un corredor emergente que sustituye a un compañero que está en la primera base.
- Si una pelota bateada golpea a un árbitro, ya sean los que están en las rayas de primera y tercera base, o el de segunda base, el bateador se le otorgará la primera base.
- Si el corredor es obstruido por algún fildeador en su recorrido a la primera base, se le otorgará la primera base por obstrucción.

## El jugador
La primera base es la posición defensiva que se juega cerca o en la primera base, al jugador que se encuentra en esta posición se le denomina "inicialista". Esta posición es de suma importancia, ya que aquí ocurre la mayoría de outs, ya que si la pelota es golpeada y rueda sobre el suelo, el jugador del equipo contrario puede recoger la pelota y pasársela al jugador que se encuentre en ese lugar para lograr un out antes que el corredor alcance la primera base.

### Características
Los jugadores de primera base son idealmente altos y flexibles, para lograr atrapar la pelota antes de que el corredor llegue a la base. También es preferible que quien juega esta posición sea zurdo para lanzar, porque eso facilita que tire a otra base que no sea primera (de hecho es la única posición del cuadro interior que admite zurdos), si bien no es limitativo. Un primera base también debe poseer buenos reflejos, ya que, al igual que en tercera base, en esa dirección los bateadores zurdos golpean la pelota con mucha fuerza. Además tiene que ser una persona con un buen guanteo ya que de ahí se va a ver si sigue a las demás bases o no.
El guante usado por las primeras bases es diferente al del resto de los jugadores de cuadro, tiene más similitud al guante del receptor. Es más largo y ancho, y no cuenta con separación para los dedos. Este diseño permite al primera base atrapar tiros difíciles, especialmente aquellos que rebotan en el suelo.

### Forma de juego

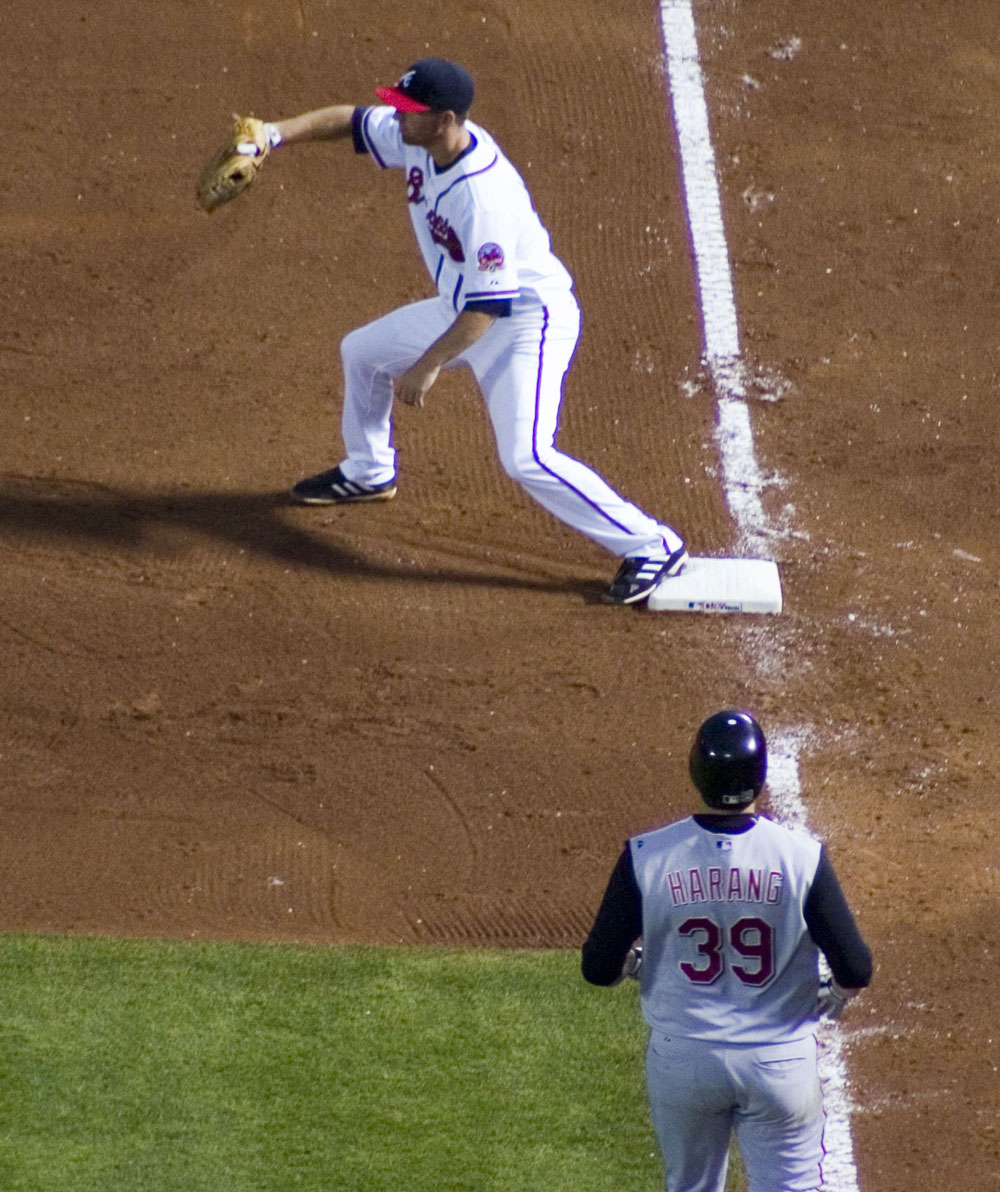
Adam LaRoche, primera base de los Atlanta Braves, hace un out en primera.

Cuando no hay corredor en primera, el primera base puede colocarse detrás de su base, aproximadamente a 3 metros de la línea de foul. Cuando hay un corredor en primera, el jugador puede colocarse justo en frente de la base, para poder recibir un tiro del lanzador que pueda poner out al corredor (cuando el lanzador tira a primera base con el fin de hacer out al corredor que este en esa base se dice que el lanzador ha revirado). El primera base debe pisar la base con el pie que este en lado del que tira, es decir, si tira con el brazo izquierdo, pisa la base con el pie izquierdo; si tira con el brazo derecho, pisa la base con el pie derecho. Esto es para facilitar el estiramiento que se hace para atrapar la pelota y lograr que esta llegue a primera antes. El primera base también debe recibir tiros del jardinero derecho o central en el caso de que el tiro sea errado o no lleve suficiente fuerza para alcanzar su destino. En situaciones de toque de sacrificio, el primera y el tercera base deben jugar más adelante de lo normal, para poder recoger la bola lo más rápido posible y hacer un tiro, después de que esta haya sido tocada. Algunas veces la alineación defensiva cambia, dependiendo del bateador, y en ocasiones requiere que el primera base juegue justo sobre la línea de foul y más atrás de su base, cerca del outfield.
Debido a que el primera base siempre juega lo más cerca posible de su base, no se requiere que tenga la velocidad y agilidad de los otros jugadores del cuadro o de los jardineros. Por esta razón, es la posición más fácil de llenar en el diamante (a excepción del bateador designado). De esta manera, muchos jugadores veteranos que han perdido velocidad y condición juegan primera base por los últimos años de sus carreras. Por la relativa abundancia de jugadores en esta posición, y también por el hecho de que están entre los jugadores más altos, casi siempre se espera que estén entre los bateadores fuertes de su equipo. Si el jugador de primera base ha de tomar un roletazo fuera de su almohadilla generalmente el pitcher cubre la misma para eliminar al corredor adversario.

## Primeras bases destacados
- Cap Anson: primer primera base en el Salón de la Fama del Béisbol
- Lou Gehrig: primera base de los New York Yankees, logró 493 cuadrangulares y jugó 2130 partidos consecutivos.
- Jimmie Foxx: fue el segundo jugador con más de 500 cuadrangulares, y el más joven en llegar a esa marca.
- Harmon Killebrew
- Willie McCovey
- Orlando Cepeda
- Tony Pérez
- Mark McGwire
- Andrés Galarraga
- Jeff Bagwell
- Jim Thome
- Albert Pujols
- Miguel Cabrera

- Datos: Q1326154
- Multimedia: First basemen / Q1326154